# Relations entre la Chine et la Mongolie
Les relations entre la Chine et la Mongolie sont des relations internationales s'exerçant entre deux États d'Asie, la Mongolie et la république populaire de Chine. 
La Mongolie est un membre observateur de l'Organisation de coopération de Shanghai depuis 2004.

## Histoire

### Pendant la guerre froide
Elles ont longtemps été influencées par les relations entre la Chine et l'URSS. Les relations diplomatiques formelles sont établies le 16 octobre 1949.
La République populaire mongole devient l'un des alliés les plus proches de la Chine. Toutefois, après la rupture sino-soviétique à la fin des années 1950, la Mongolie s'aligne sur l'URSS et demande au gouvernement soviétique l'envoi de troupes de l'Armée rouge sur son territoire, conduisant à des préoccupations de la Chine. Un traité sur la frontière est mis au point en 1962. 

### Époque contemporaine
En 1980, les tensions s'apaisent et le premier ministre chinois Li Peng signe un traité d'amitié et de coopération en 1994 avec la Mongolie.
La Chine est le premier partenaire économique de la Mongolie et de nombreux hommes d'affaires chinois investissent en Mongolie.